# Vin de raisins surmûris
Le vin de raisins surmûris est un vin dont une partie du degré d'alcool résulte d'une maturation prolongée de la récolte de raisin au-delà du calendrier commun de culture de la vigne et de vinification, prolongation qui augmente naturellement la teneur en sucre du fruit par évaporation d’une partie de son eau. Dans ce but, le viticulteur a le choix de retarder tant la vendange que le début de la vinification. Il s'agit d'un type de vin prévu par le droit de l'Union européenne.

## Origine

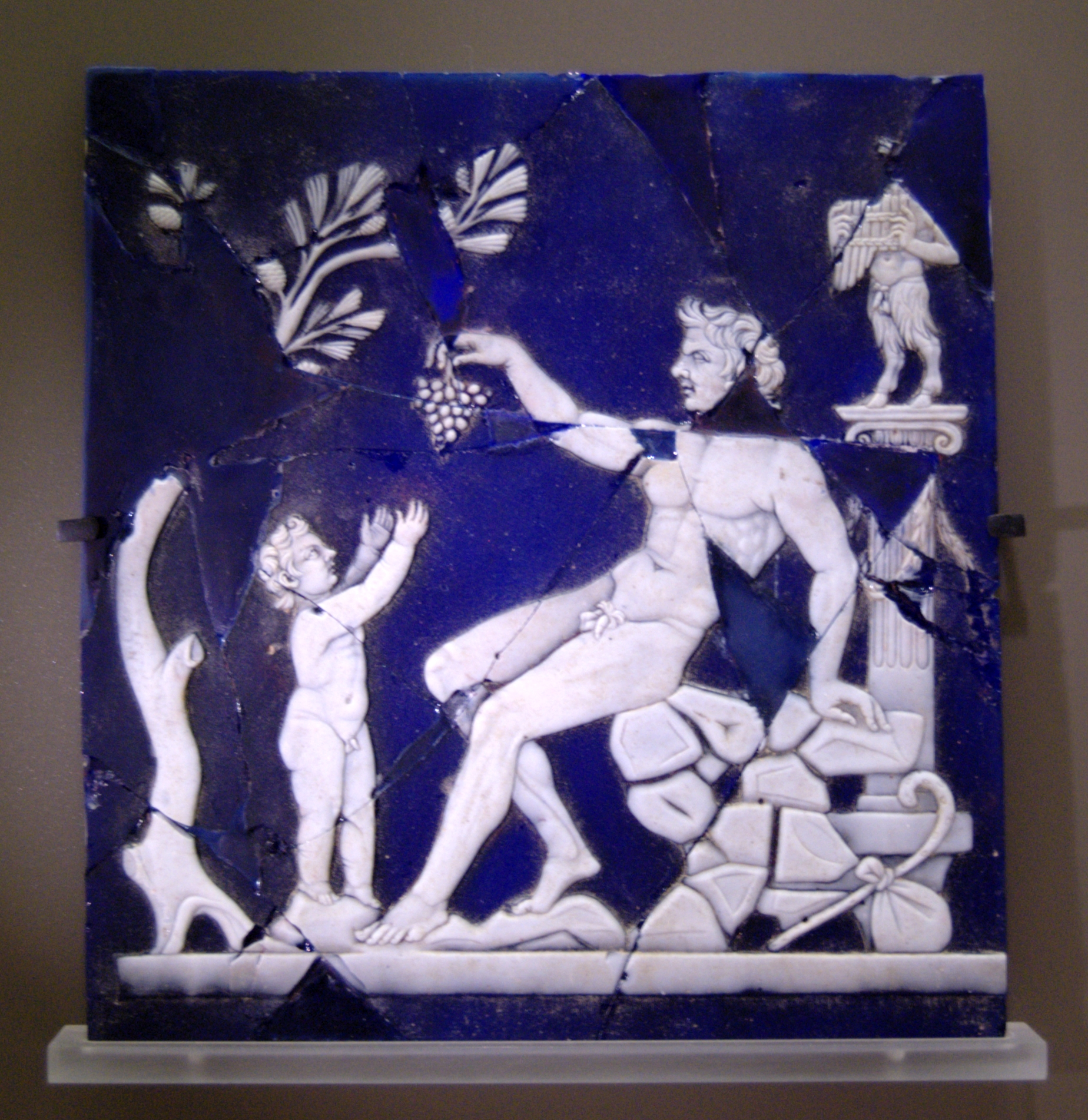
Satyre tendant une grappe de raisin à Bacchus enfant - Verre-camée, première moitié du Ier siècle. Provenance : Italie.

Le recours à des procédés de surmaturation existe probablement depuis les origines de la culture de la vigne et est attesté dans l’Antiquité au VIIIe siècle av. J.-C. par Hésiode, dans son poème Les Travaux et les Jours :
« Et quand Orion et Sirius auront atteint le milieu du ciel, et qu’Aurore aux doigts de rose pourra voir Arcturus, alors, Persès, cueille et rapporte chez toi toutes tes grappes. Expose-les au soleil dix jours et dix nuits, mets-les à l’ombre pendant cinq. Le sixième jour, puise, et mets dans tes vases les dons de Dionysos riche en joies. »
Dans son Histoire naturelle au Ier siècle, Pline l’Ancien décrit l’utilisation des procédés de vendange tardive ou de passerillage utilisés, notamment, en Grèce.
« … on laisse longtemps le raisin sur pied se confire aux rayons du soleil … ou encore … Quelques-uns le font avec tout raisin blanc doux, pourvu qu'il soit très mur; ils le sèchent au soleil, jusqu'à ce que le poids soit réduit d'un peu moins de moitié … . »

## Caractéristiques

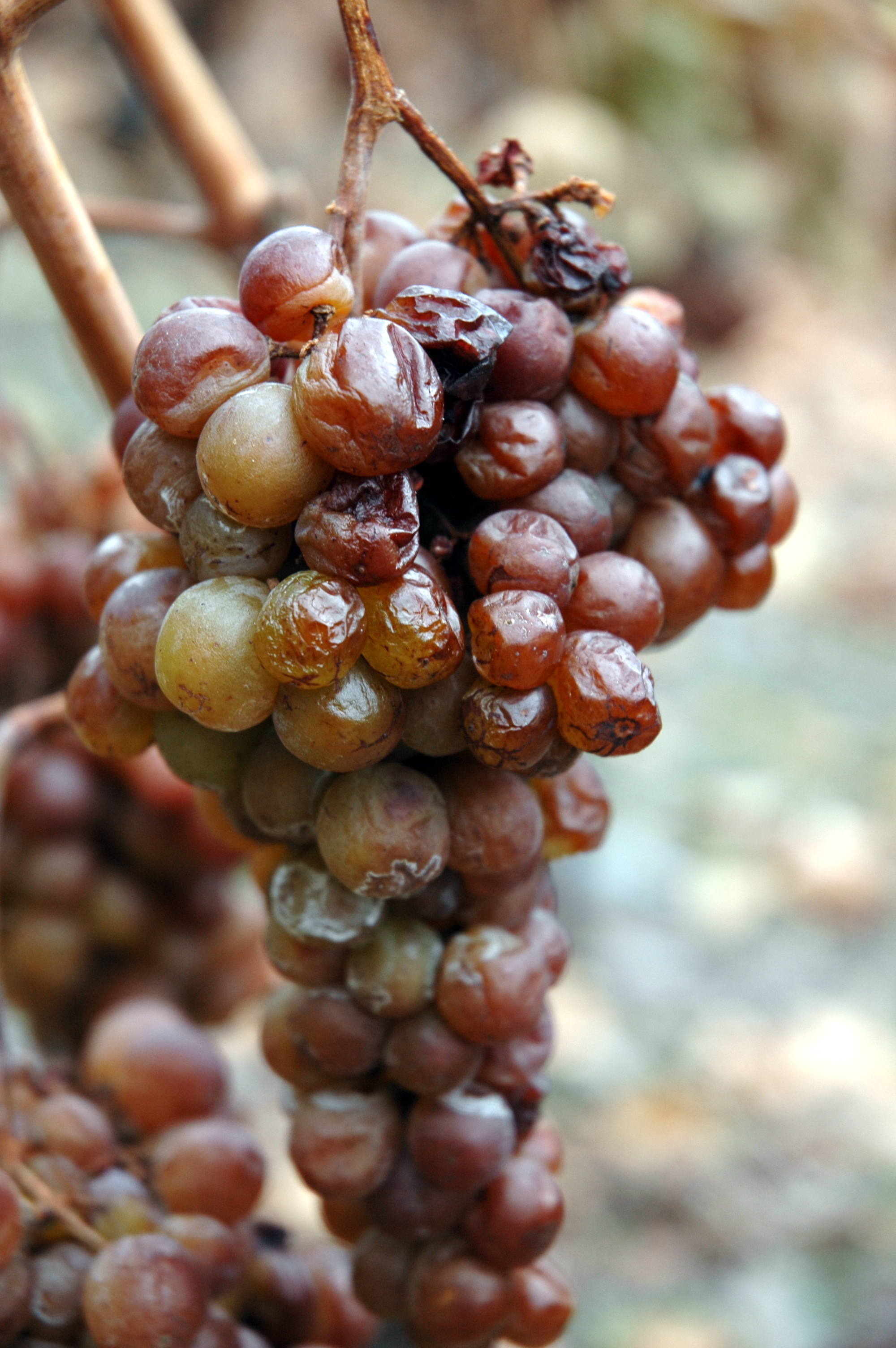
Raisins surmûris sur pied en Valais (Suisse).

Au sens général, un vin rentre dans la catégorie des vins de raisins surmûris quand sa teneur en sucres résiduels exprimée en sucre interverti est égale ou supérieure à 5 g/l, c’est-à-dire les vins entrant dans les catégories des vins demi-secs, moelleux et liquoreux. Au sens strict, le terme a été retenu par le droit de l’Union européenne pour spécifier des vins n’entrant pas dans la classification communautaire des appellations d’origine protégée (AOP) qui correspond à la notion française d’appellation d’origine contrôlée (AOC). Il vise donc principalement à identifier des vins d’indication géographique protégée (IGP) qui répondent aux caractéristiques fixées par les réglementations européennes et nationales.

### Droit de l’Union européenne
Le droit de l’Union européenne définit la notion de vin de raisins surmûris comme un produit :
- fabriqué sans enrichissement ;
- ayant un titre alcoométrique volumique naturel supérieur à 15 % vol ;
- ayant un titre alcoométrique volumique total non inférieur à 15 % vol et un titre alcoométrique volumique acquis non inférieur à 12 % vol.

Cette réglementation autorise en outre les États membres à prévoir une période de vieillissement pour ce produit.

### Droit français
En conformité avec la réglementation européenne, un arrêté ministériel du 29 octobre 2004 prévoit que les vins de raisins surmûris produits en France sont soumis à une période de vieillissement de 4 mois minimum dans les chais des producteurs. En tout état de cause, quelle que soit la date de vendange, la sortie des chais ne peut intervenir avant le premier jour du printemps qui suit la récolte.

### Dérogations pour la teneur en dioxyde de soufre
La réglementation de l’Union européenne fixe la teneur totale en anhydride sulfureux des vins autres que les vins mousseux et les vins de liqueur, qui ne peuvent dépasser :
- 160 milligrammes par litre pour les vins rouges ;
- 210 milligrammes par litre pour les vins blancs et rosés.

Ces teneurs maximales font toutefois l’objet de dérogations et peuvent être portées en règle générale à 300 milligrammes, voire 350 ou 400 milligrammes par litre pour les vins de raisins surmûris.

### Méthode de vendange
Le cahier des charges des appellations produisant des vins de raisins surmûris impose en règle générale une vendange manuelle, par tries successives. Seule cette méthode permet une sélection suffisante des grains.

### Chaptalisation
Les procédés de surmaturation ayant pour objectif l’augmentation « naturelle » de la teneur en sucre, la chaptalisation est de ce fait interdite dans l’élaboration des vins de raisins surmûris.

## Procédés

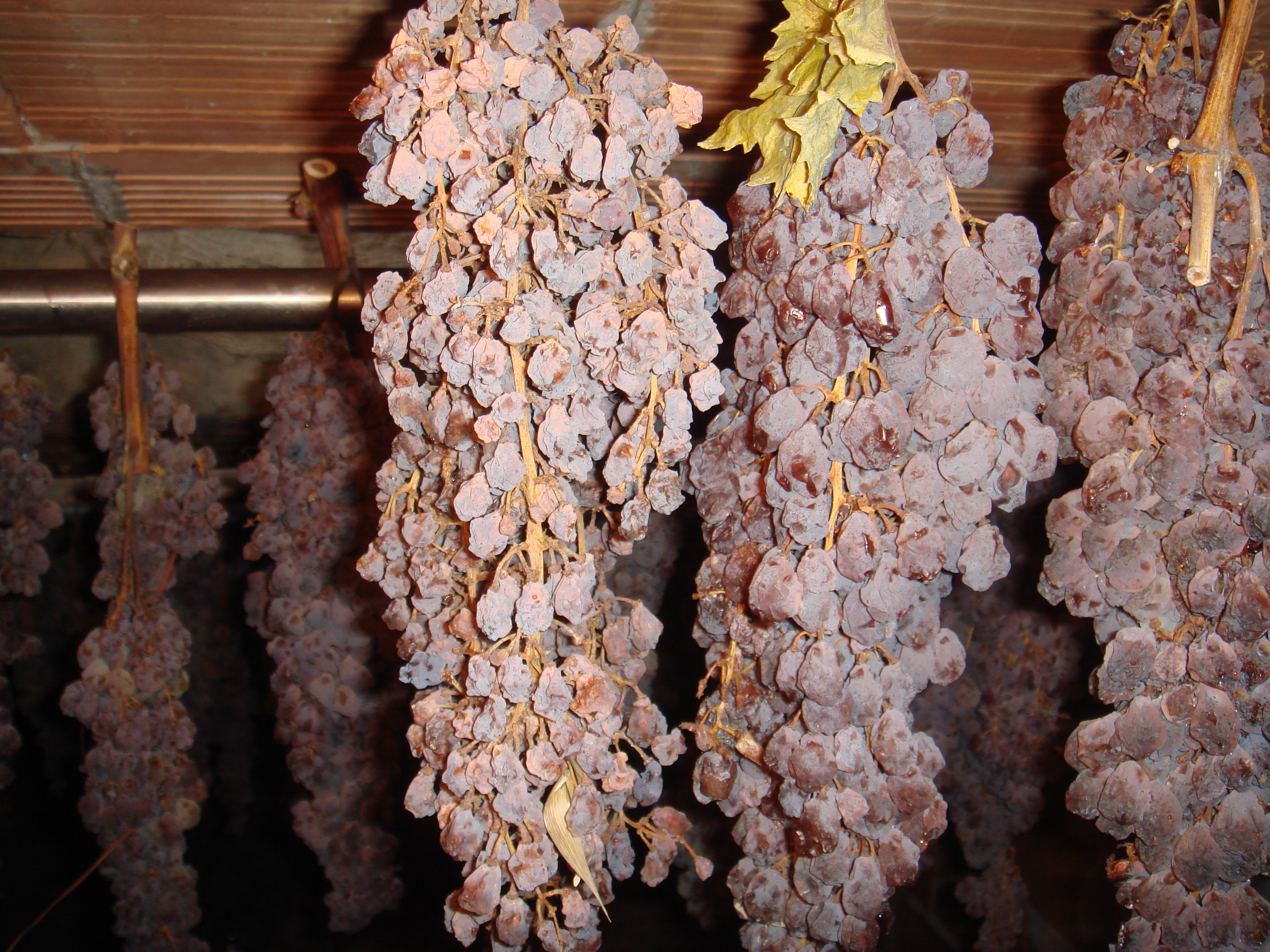
Passerillage en Toscane (Italie).

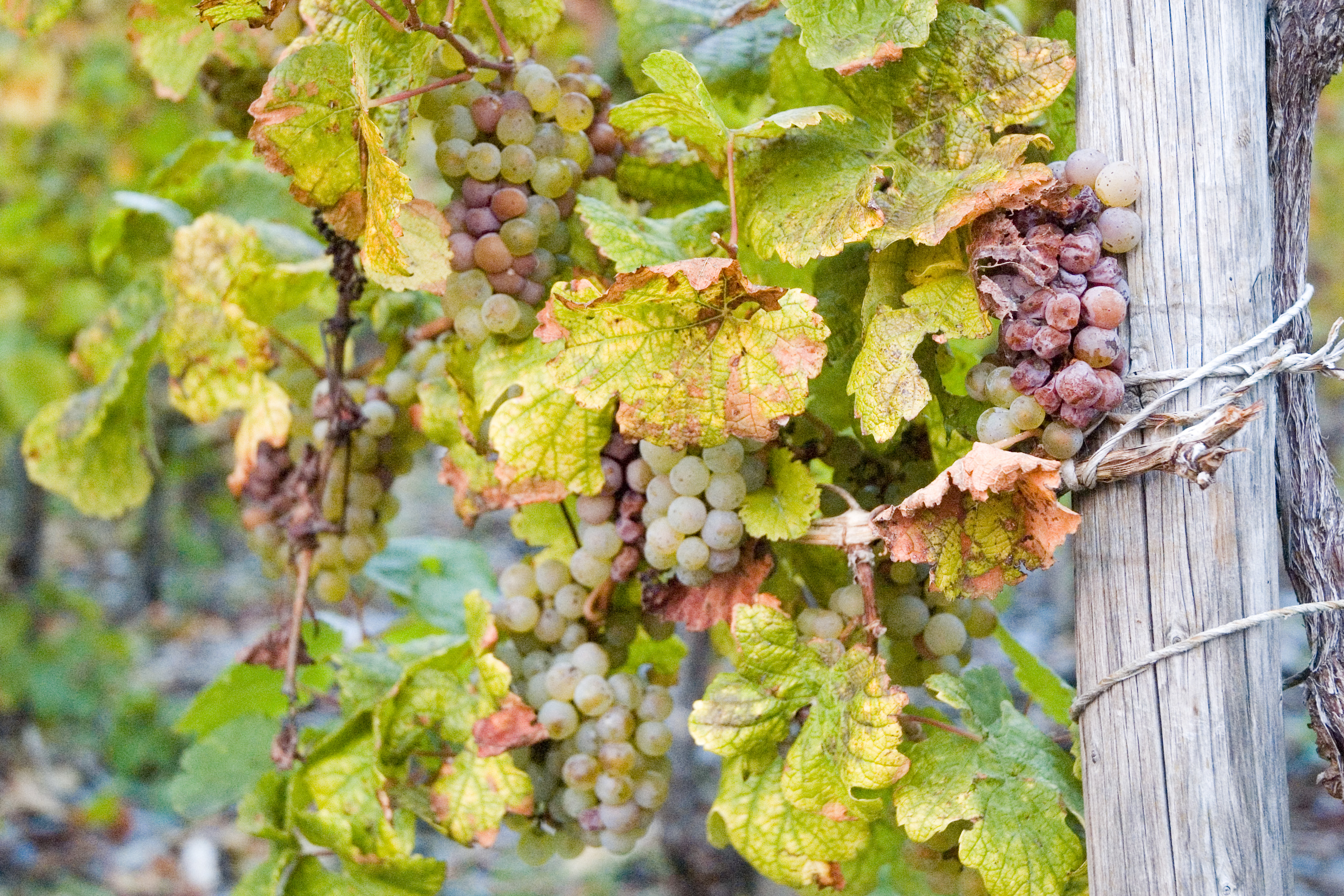
Raisins sur pied atteints de pourriture noble en Rhénanie-Palatinat (Allemagne).

Dès lors qu’il répond aux caractéristiques fixées par les réglementations européennes et françaises en termes de titrage alcoométrique et d’élevage d’une part, et qu’il appartient à une zone géographique pour laquelle la production de vins de raisins surmûris est autorisée dans le cahier des charges, un vin peut revendiquer son appartenance à la catégorie. La réponse à ces caractéristiques implique toutefois une teneur en sucre qui ne pourra être obtenue que par un retardement de la vendange et, en règle générale, par le recours à un procédé spécifique.

### Passerillage
Le passerillage est un procédé de surmaturation qui permet d’obtenir l’augmentation de la concentration en sucre par dessèchement du raisin. Il peut être pratiqué directement sur le pied, et est généralement favorisé par un effeuillage de la vigne autour de la grappe. Il est également pratiqué hors souche, à l’air libre ou en local protégé, dans les régions où les conditions climatiques ne permettent pas l’assèchement sur pied ; le raisin entrant dans l'élaboration du vin de paille rentre dans cette catégorie. 

### Pourriture noble
Dans certaines conditions météorologiques particulières, le développement du champignon botrytis cinerea sur le raisin entraîne une porosité de la peau des baies, qui permet elle-même une évaporation de son eau et donc une augmentation de la concentration en sucre.

## Vignobles produisant des vins de raisins surmûris

### Appellations d’origine contrôlée en France
Tous les vins ayant une teneur en sucres résiduels exprimée en sucre interverti égale ou supérieure à 5 g/l sont, au sens générique, des « vins de raisins surmûris ». Pour autant, la mention de cette caractéristique ne présente en règle générale pas d’intérêt dans la mesure où la surmaturation des raisins est imposée par le cahier des charges de l’appellation, qui suffit alors pour identifier le produit. Le cahier des charges prévoit en outre en règle générale des durées d’élevage supérieures à la limite réglementaire, pouvant aller jusqu’à 18 mois après la récolte.
Par ailleurs, les mentions communes à certaines appellations telles que vendanges tardives, sélection de grains nobles ou vin de paille sont soumises à des contraintes additionnelles qui en réserve également l’usage aux appellations d’origine contrôlée.

### Indications géographiques protégées en France
Compte tenu de la réservation de la mention « vendanges tardives » à certaines appellations d’origine protégée, les anciens vins de pays désormais identifiés par une IGP sont les productions qui ont le plus souvent recours à l’utilisation de cette mention.
| - comté-tolosan - coteaux-de-l'Auxois - saône-et-loire - franche-comté - Coteaux de l'ardèche - collines-rhodaniennes - comtés-rhodaniens - côtes-de-gascogne - gers | - landes - lot - côtes-du-tarn - corrèze - île-de-beauté - pays-d'oc - côtes-de-thau - côtes-de-thongue - coteaux-de-murviel - côte-vermeille |

## Sources